# Sint-Niklaaskerk (Hemiksem)
De Sint-Niklaaskerk van Hemiksem is een rooms-katholieke kerk uit 1772. De sobere buitenkant van de kerk staat in schril contrast met de luisterrijke binnenkant.

## Geschiedenis

### Bouw
De Sint-Niklaaskerk stond oorspronkelijk aan het Kerkeneinde, weg van het centrum, en verkeerde in de 18de eeuw in vervallen toestand. Pastoor Franciscus Mortelmans had de opdracht gekregen een nieuwe kerk te laten bouwen ter vervanging van de oude en dichter in het centrum. In 1770 werd juffrouw Maria Isabella Josepha van Horne uit Antwerpen gevonden als geldschieter. Enkele plannen worden aanvankelijk afgekeurd. "Jacobus Avonts, metser uit "De Drie Lindekens" maakt "in 't rouw" een schets, Hendrik Conincx, timmerman, tekent het plan "in 't net" en volgens dit plan zal de kerk gebouwd worden."
Op 8 september 1772 werd de kerk ingezegend. Het jaar daarna overleed juffrouw Van Horne. Zij werd begraven aan het hoogaltaar in de nieuwe kerk. De plechtige inwijding vond plaats op 18 september 1774 door Mgr. van Eersel, bisschop van Gent.

### Bevolkingsgroei
In 1834 wordt de kerk vergroot om de bevolkingsgroei in Hemiksem op te vangen. Hierna volgde een periode van verfraaiingen met onder andere een nieuw hoogaltaar (1845) en een geschilderde kruisweg (1860-1863) door schilder Edward Dujardin.
In 1910 waren er plannen om de kerk volledig af te breken. Er zijn drie ontwerpen gemaakt voor een nieuwe kerk. De plannen zijn niet doorgegaan, wellicht door de uitbreken van WO I.
De toename van de Hemiksemse bevolking werd uiteindelijk opgevangen door de bouw van de Onze-Lieve-Vrouw Onbevlektkerk in 1940.

### De luidklok van de kerk[4]
In 1818 financierde de familie De Pret een nieuwe luidklok voor de kerk, die werd gegoten door de Leuvense klokkengieter van den Gheyn. In 1943 werd de klok door de Duitse bezetter opgeëist voor de oorlogsindustrie en verscheept naar Hamburg. De luidklok van Hemiksem kreeg het nummer B III-290. Na de bevrijding werden een 800-tal klokken in Hamburg teruggevonden, waaronder de Hemiksemse. Pastoor Bruyndonckx schonk de klok aan de nieuw opgerichte kerk van O.L.V. Onbevlekt te Hemiksem. Voor de Sint-Niklaaskerk werd een zwaardere klok besteld. In 2011 besloot bisschop Bonny te O.L.V. Onbevlektkerk te ontwijden. De klok werd aangekocht door de plaatselijke heemkring en wordt tentoongesteld in het heemkundig museum in de Sint-Bernardusabdij.
De luidklok weegt 160 kg en is versierd met een afbeelding van Sint-Nicolaas van Myra, de naam van de maker en de namen van de peter en meter van de klok:
- Philippe de Pret de ter Veken, burgemeester van Hemiksem
- Catharina Theresia J.J. Van Colen, de vrouw van Paul-François Moretus

## Bezienswaardigheden
- Geschilderde kruisweg in XIV staties op grote panelen door Edward Dujardin
- Schilderij "De Koningin der Maagden" door Cornelis Schut
- Schilderij "De dankbare Melaatse" door Otto Venius
- Verschillende grote heiligenbeelden aan de pilaren
- Preekstoel, waarvan de kuip afkomstig is uit de oude kerk[2]
- Praalgraf van Antoon, bastaard van Brabant, overleden in 1498 en zoon van hertog Filips van Brabant[5].
- Het orgel in rococo-stijl is een beschermd monument[6] en werd gebouwd door Egidius Franciscus Van Peteghem

## Galerij

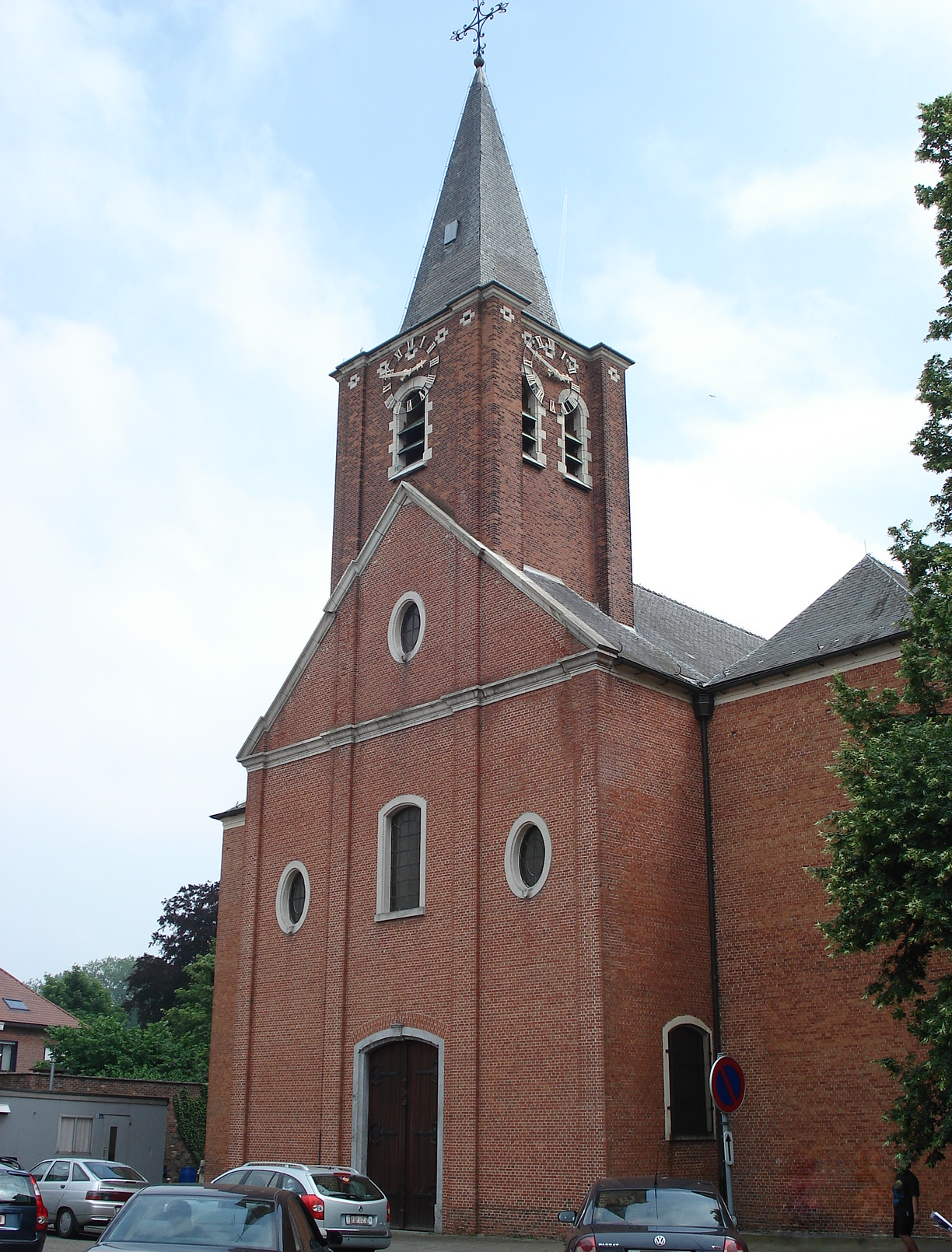
Sint-Niklaaskerk
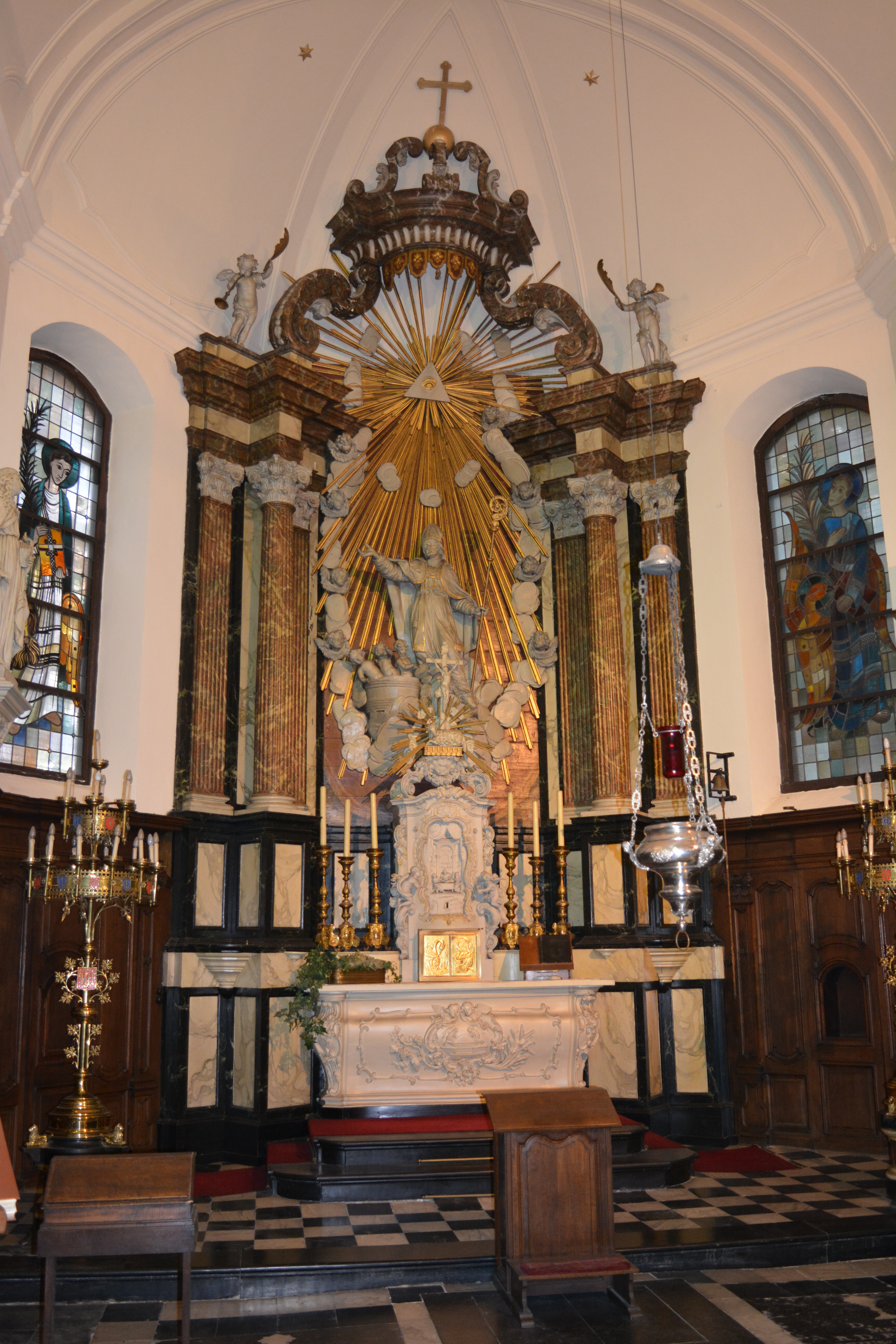
Hoogaltaar
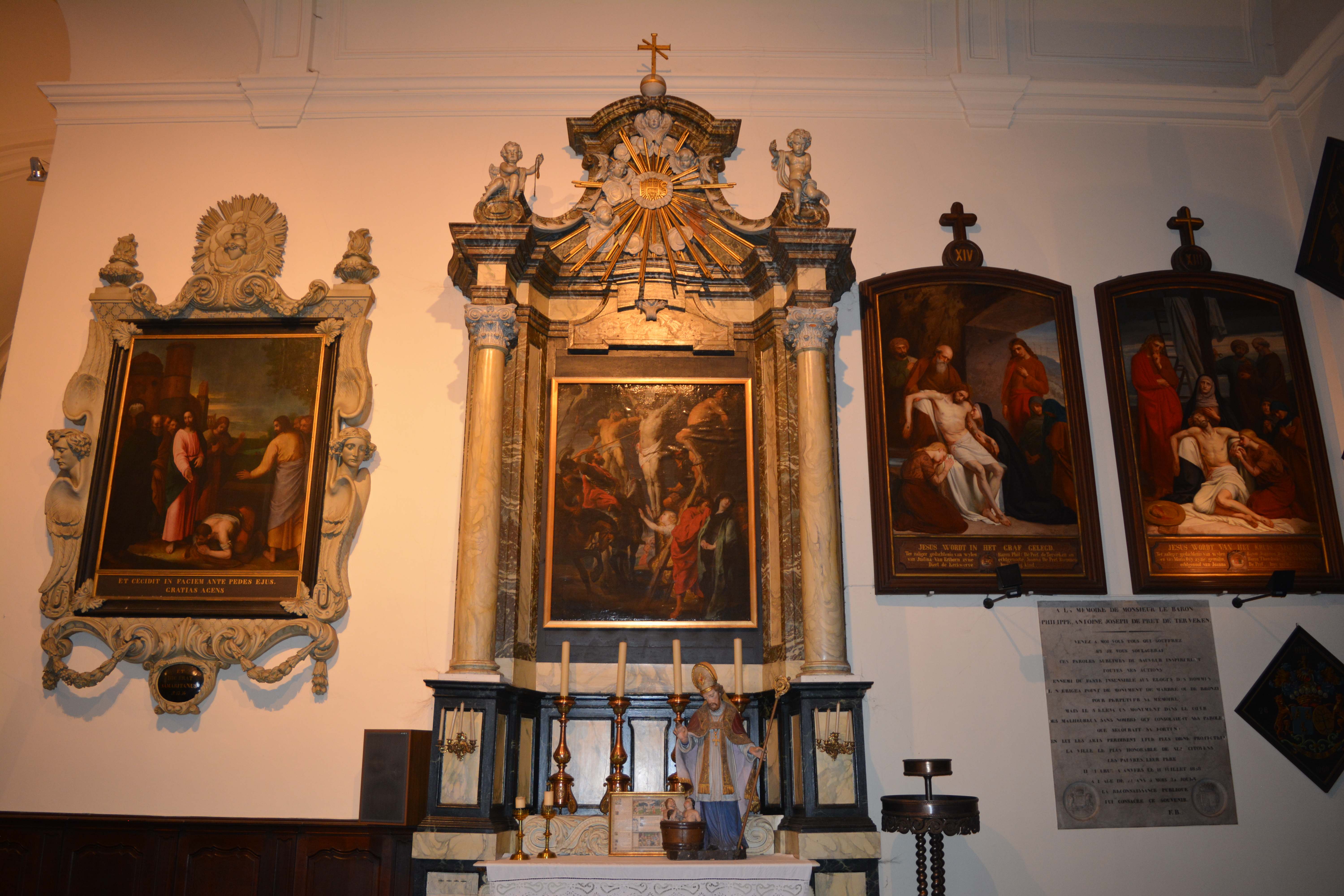
Zijaltaar
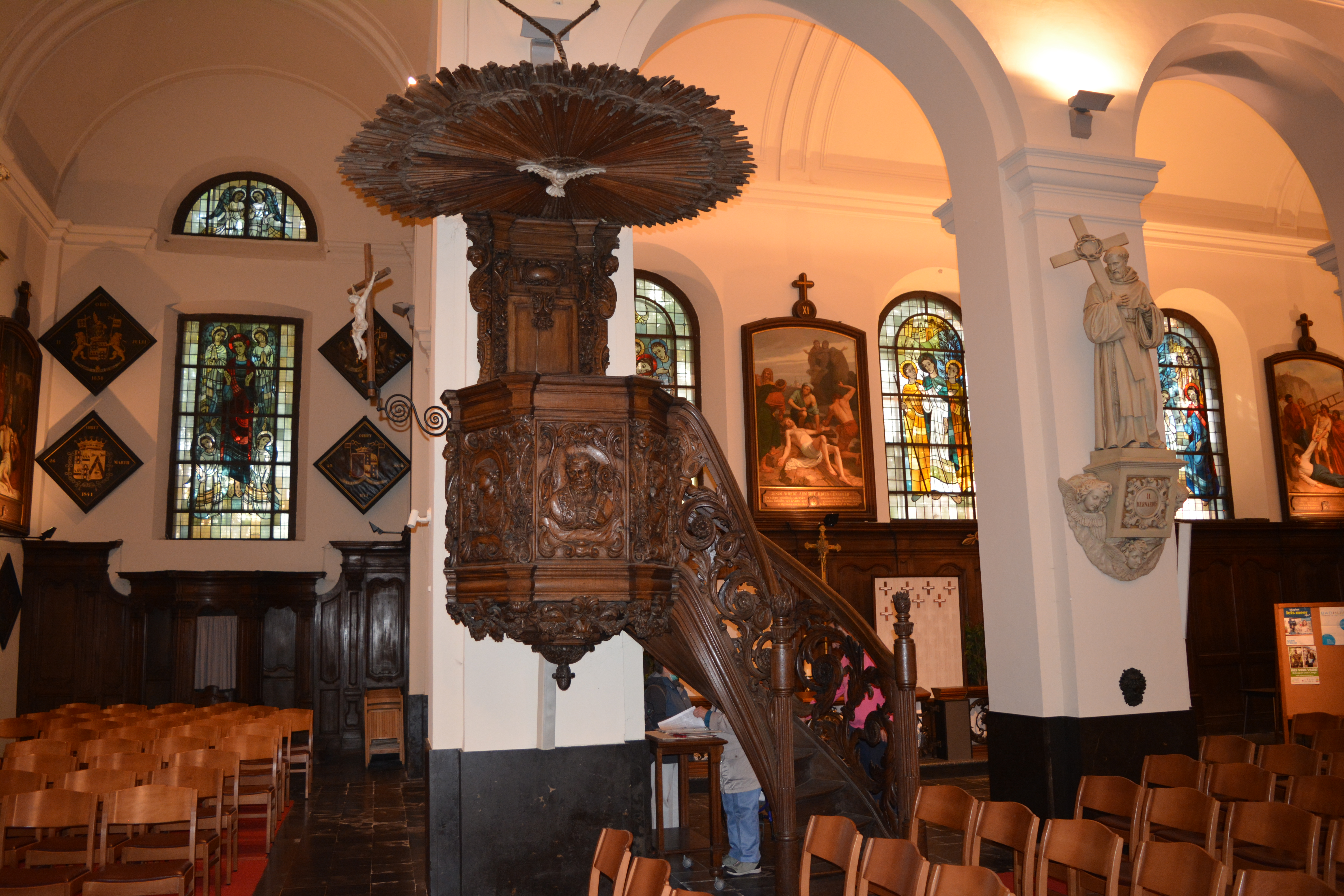
Preekstoel
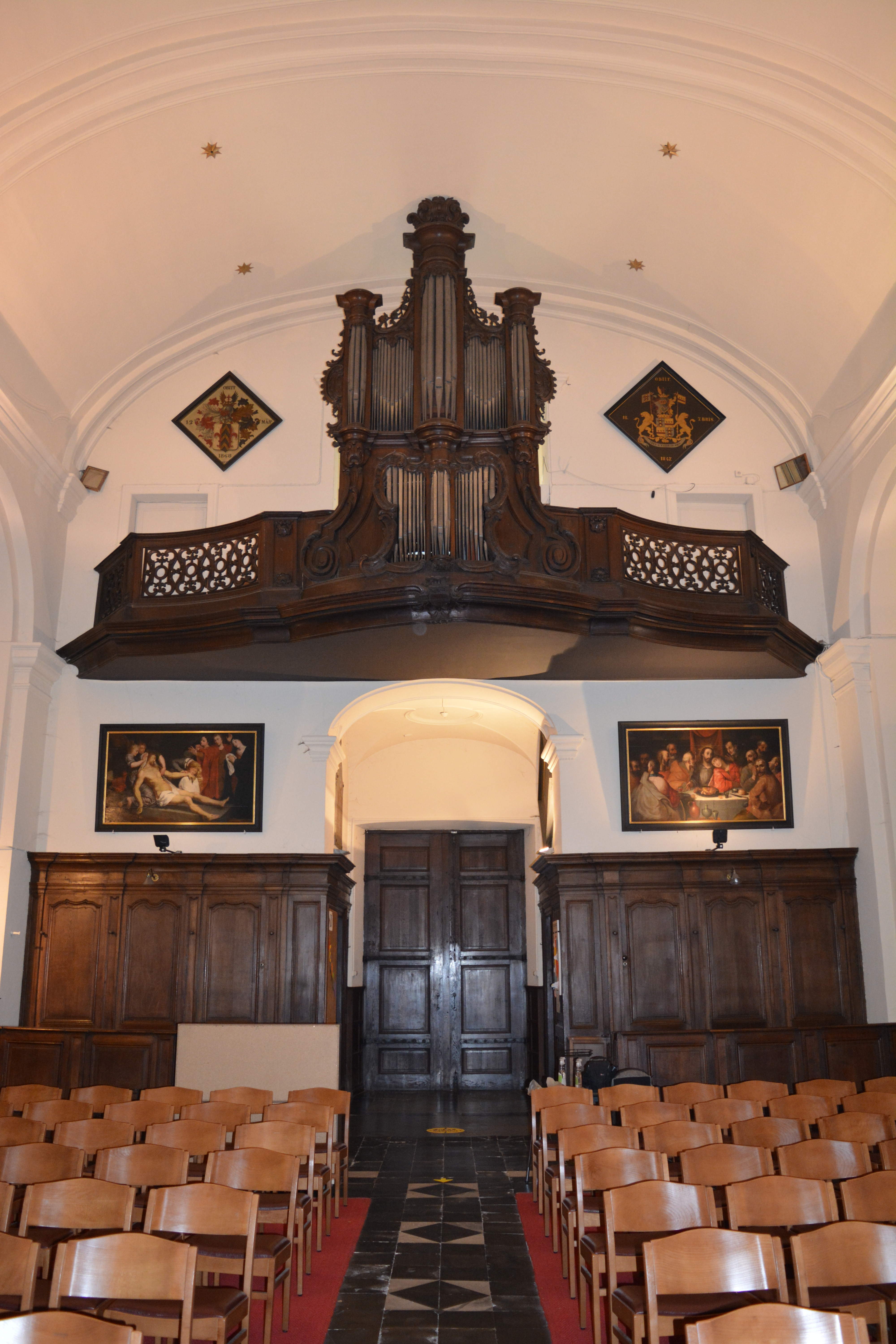
Orgel
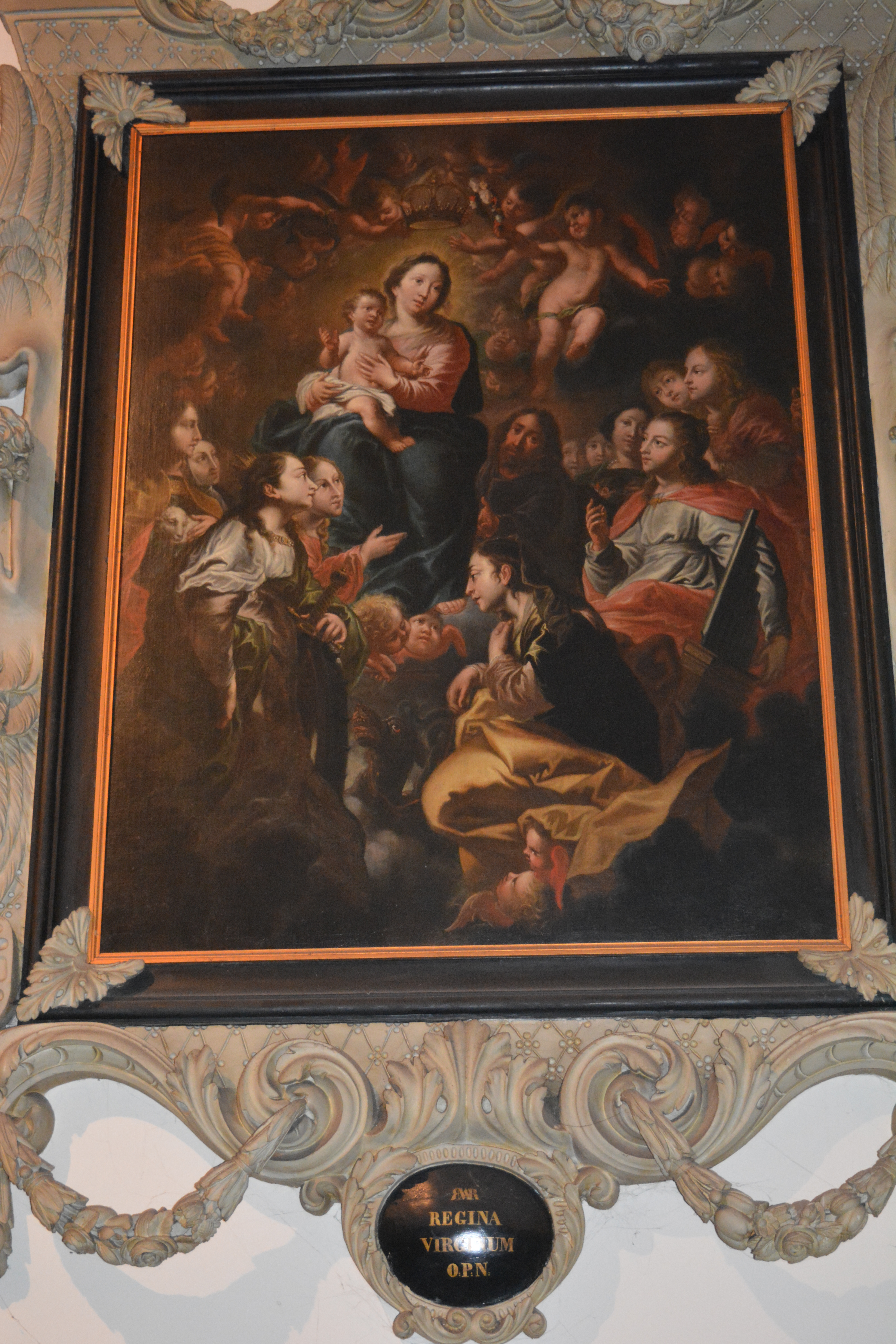
De Koningin der Maagden door Cornelius Schut
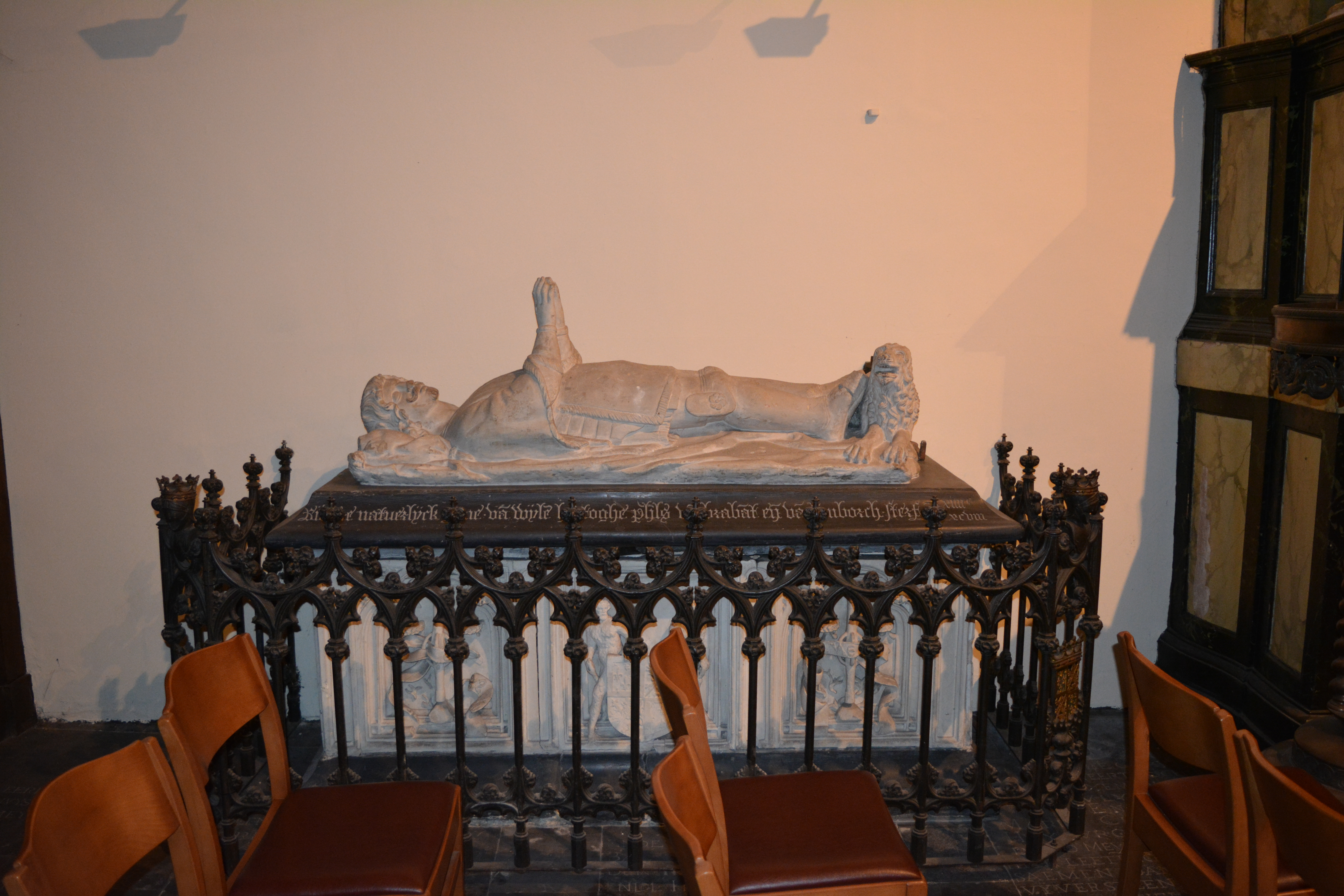
Graftombe van Antoon, bastaard van Brabant
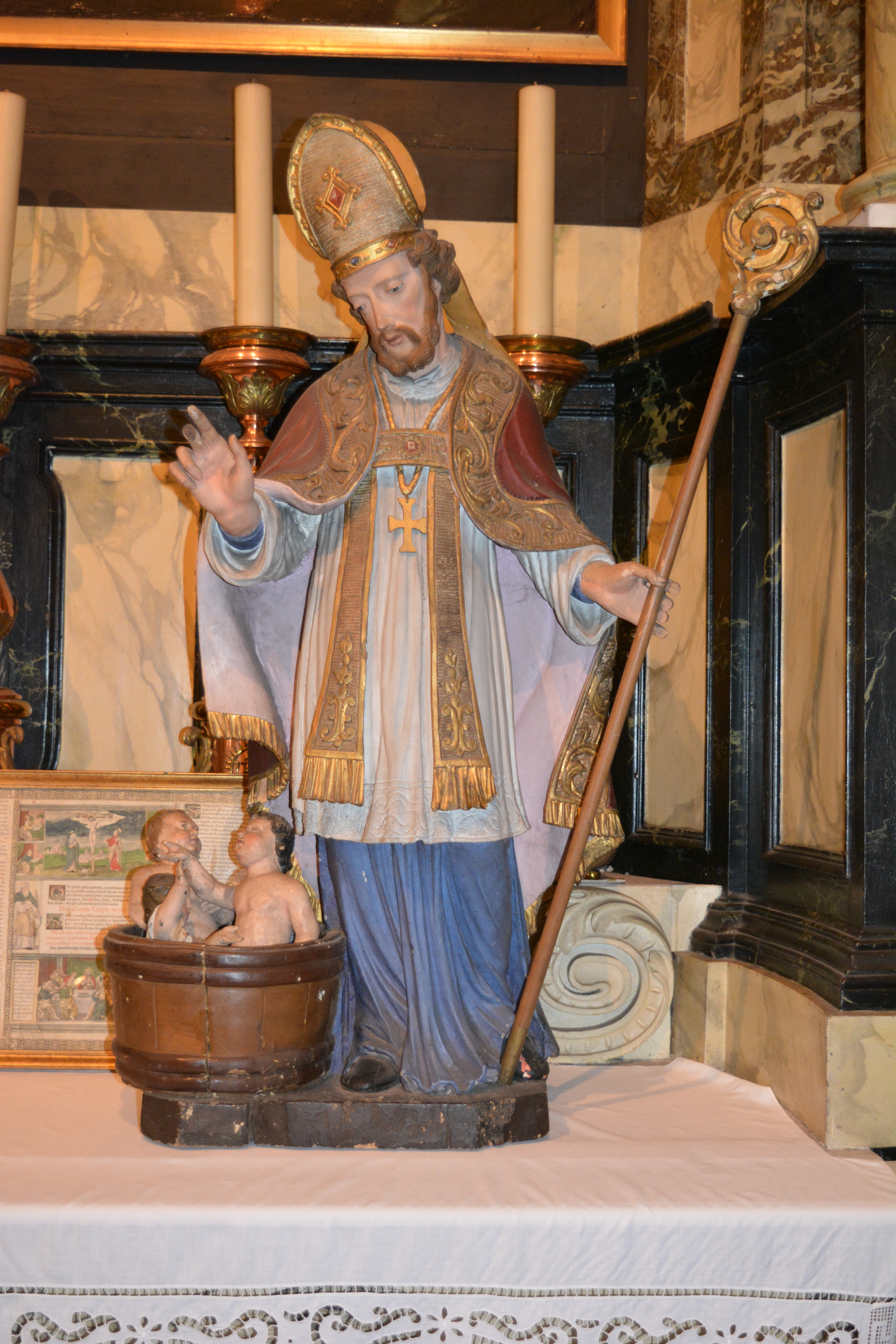
Polychroom houten Sint-Niklaasbeeld uit de 18de eeuw, gebruikt bij processies

## Externe koppeling
- Evenementenpagina 250 jaar Sint-Niklaaskerk